# William Conant Church
Pour les articles homonymes, voir Church.
William Conant Church (11 août 1836 - 23 mai 1917) était un journaliste et un militaire américain. Il fut le cofondateur et le deuxième président de la National Rifle Association.

## Vie et œuvre
Church est né à Rochester, dans l'État de New York, le 11 août 1836, du révérend Pharcellus Church. Il fait ses études au Boston Latin School. Dans sa jeunesse, il aide son père à éditer et à publier le New York Chronicle.
En 1860, il devient éditeur du The Sun et du New York Chronicle. En 1861-1862, il est correspondant du The New York Times à Washington.
Il démissionne de son poste de journaliste lorsqu'il est nommé capitaine dans les Volontaires des États-Unis (United States Volunteers) en 1862 et sert pendant un an, recevant les brevets de major et de lieutenant colonel.
En 1863, il fonde avec son frère, Francis Pharcellus Church, The The Army and Navy Journal, qui sera publié sous différents noms pendant 151 ans, avant de prendre fin en 2014 sous le nom d'Armed Forces Journal. En 1866, les deux hommes fondent le Galaxy Magazine.
Avec George Wood Wingate, il crée la National Rifle Association en 1871, dont il remplace le premier président, le général à la retraite Ambrose Burnside, en 1872.
Church est commissaire du gouvernement chargé d'inspecter la Northern Pacific Railroad en 1882.
Il écrit deux biographies, celle de John Ericsson en 1891 et celle d'Ulysses S. Grant en 1899. Il publie le Army and Navy Journal. Dans un numéro, il critique les conditions de vie à bord de l'USS Monitor, un navire construit par John Ericsson.
Church est également l'un des fondateurs du Metropolitan Museum of Art, l'un des premiers membres de l'Ordre militaire de la Loyal Legion of the United States, et devient directeur et membre à vie de la New York Zoological Society.
Church est décédé le 23 mai 1917. Ses funérailles ont lieu à l'église Grace dans le sud de Manhattan.

## Source
- (en) Cet article est partiellement ou en totalité issu de l’article de Wikipédia en anglais intitulé « William Conant Church » (voir la liste des auteurs).